# Gudang Garam
PT Gudang Garam Tbk. è un'azienda produttrice di tabacco indonesiana specializzata nella realizzazione di sigarette. Fondata nel 1958 a Kediri, è quotata in borsa dell'Indonesia.